# Amata vandepolli
Amata vandepolli är en fjärilsart som beskrevs av Rothschild 1910. Amata vandepolli ingår i släktet Amata och familjen björnspinnare. Inga underarter finns listade i Catalogue of Life.